# Collection Paul Allen
Pour les articles homonymes, voir Collection et Paul Allen.
La collection Paul Allen est une collection privée de 155 peintures du milliardaire collectionneur d'œuvres d'art américain Paul Allen (1953-2018). À la suite de sa vente aux enchères par ses héritiers en novembre 2022 pour plus de 1,6 milliard $ chez Christie's de Manhattan à New York, elle devient la collection privée de peintures la plus chère jamais enregistrée, et la plus grosse vente aux enchères de l'histoire du marché de l'art,,,.

## Historique

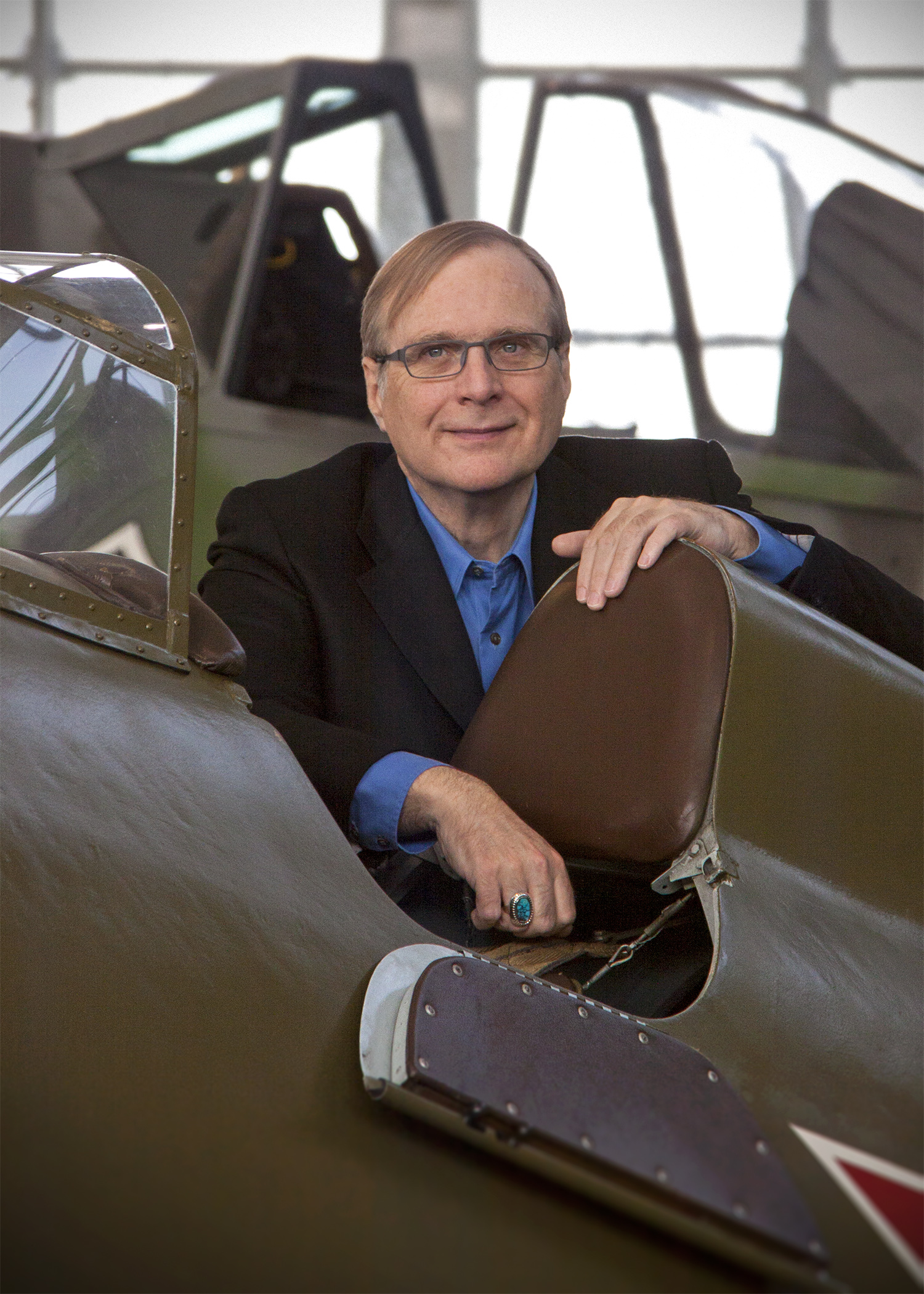
Paul Allen, en 2013.

Paul Allen (1953-2018), cofondateur avec Bill Gates de Microsoft en 1975, passionné d'art, a constitué cette importante collection privée au cours de sa vie, avec plus de 150 œuvres de plus de cinq siècles d'histoire de l'art occidentale. Les œuvres sont régulièrement exposées au Seattle Art Museum ou dans son Museum of Pop Culture (MoPOP) de Seattle (où il est né et a vécu) ainsi que dans divers musées et expositions internationales,.
La collection s'étend sur un large éventail de chefs-d’œuvre allant de l'art de la Renaissance du XIVe siècle à la pointe de l’art contemporain, avec une prédilection pour les paysages et les œuvres figuratives, de nombreux artistes-peintres renommés tels que Sandro Botticelli, Claude Monet, Édouard Manet, Auguste Renoir, Paul Gauguin, Paul Cézanne, Vincent van Gogh, Henri de Toulouse-Lautrec, Pablo Picasso, Andy Warhol, Pierre Bonnard, David Hockney, Francis Bacon, Georgia O'Keeffe, Thomas Hart Benton, Jan Brueghel le Jeune, Henri-Edmond Cross, Max Ernst, Lucian Freud, Barbara Hepworth, Jasper Johns, Gustav Klimt, Diego Rivera, Georges Seurat, Henri Le Sidaner, Edward Steichen, ou Andrew Wyeth...

## Quelques œuvres de la collection

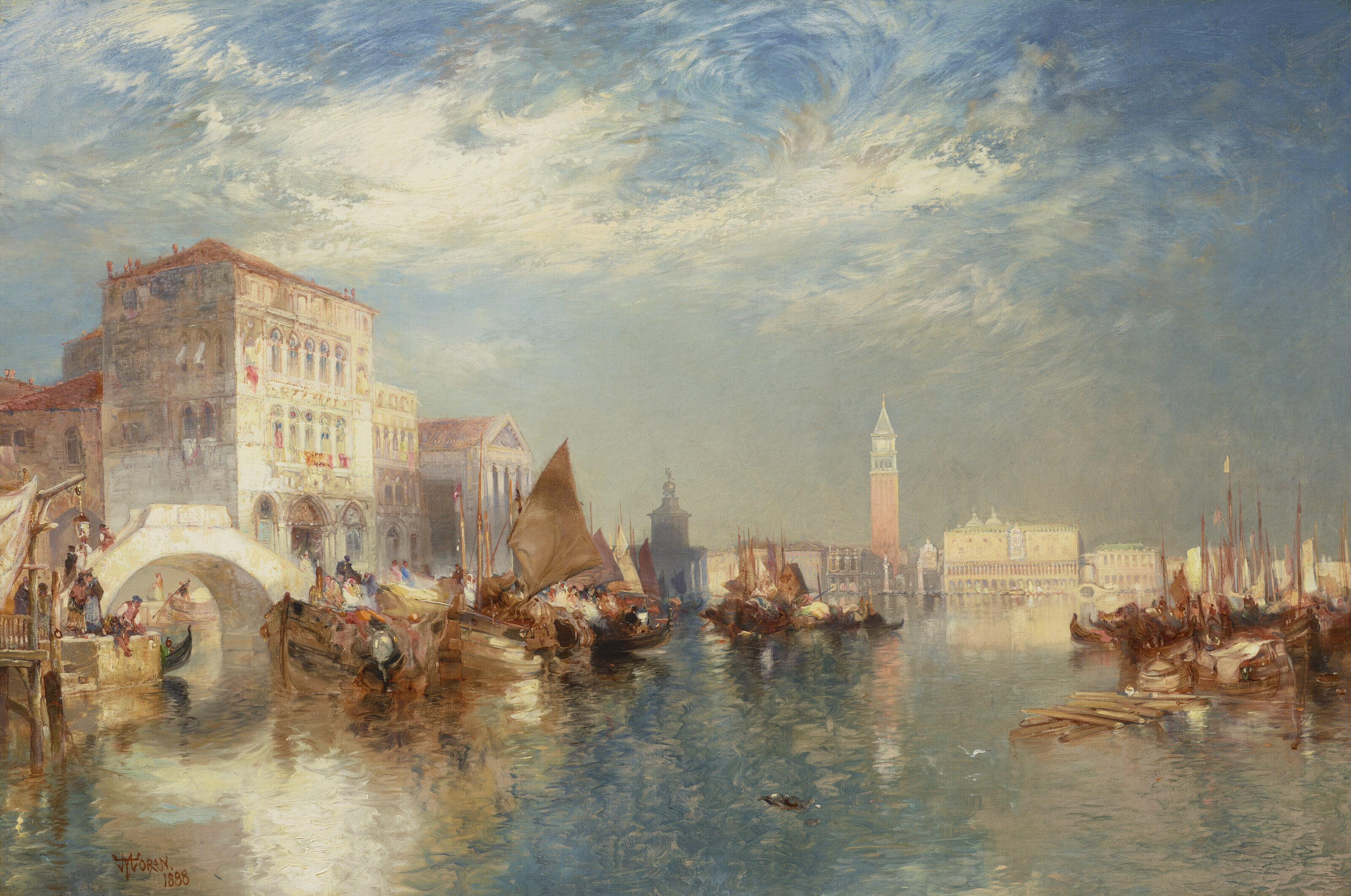
Glorieuse Venise, Thomas Moran
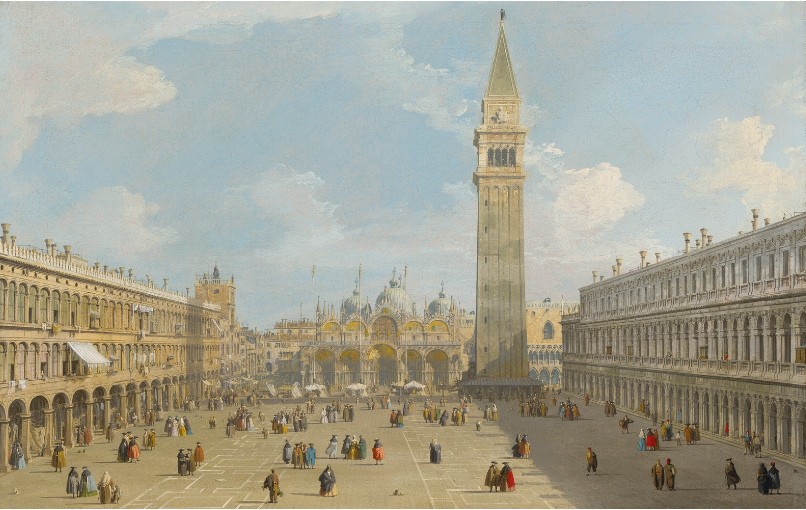
La Piazza San Marco, Venise, à l'est vers la basilique, Canaletto
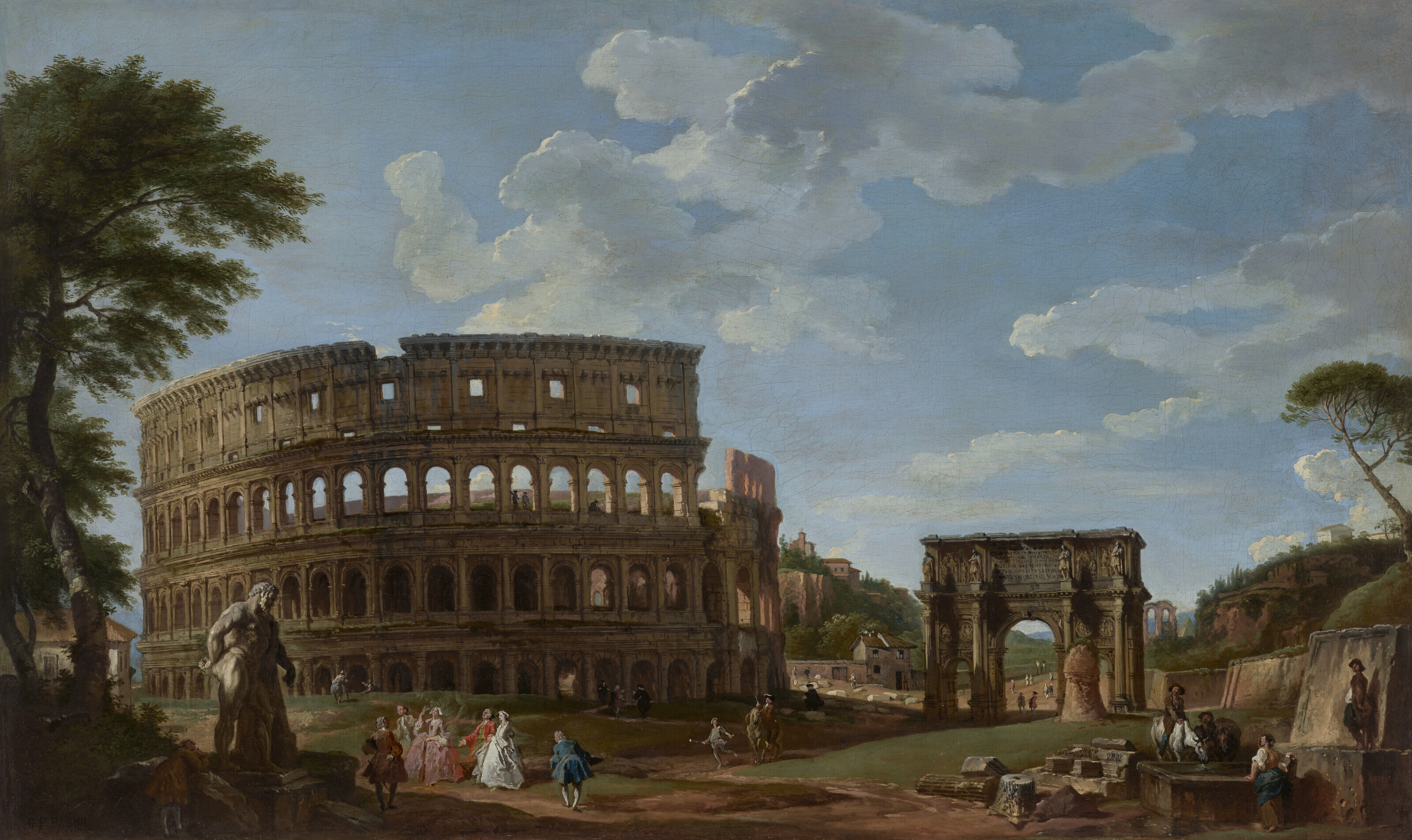
Vue sur le Colisée et l'Arc de Constantin, Giovanni Paolo Panini
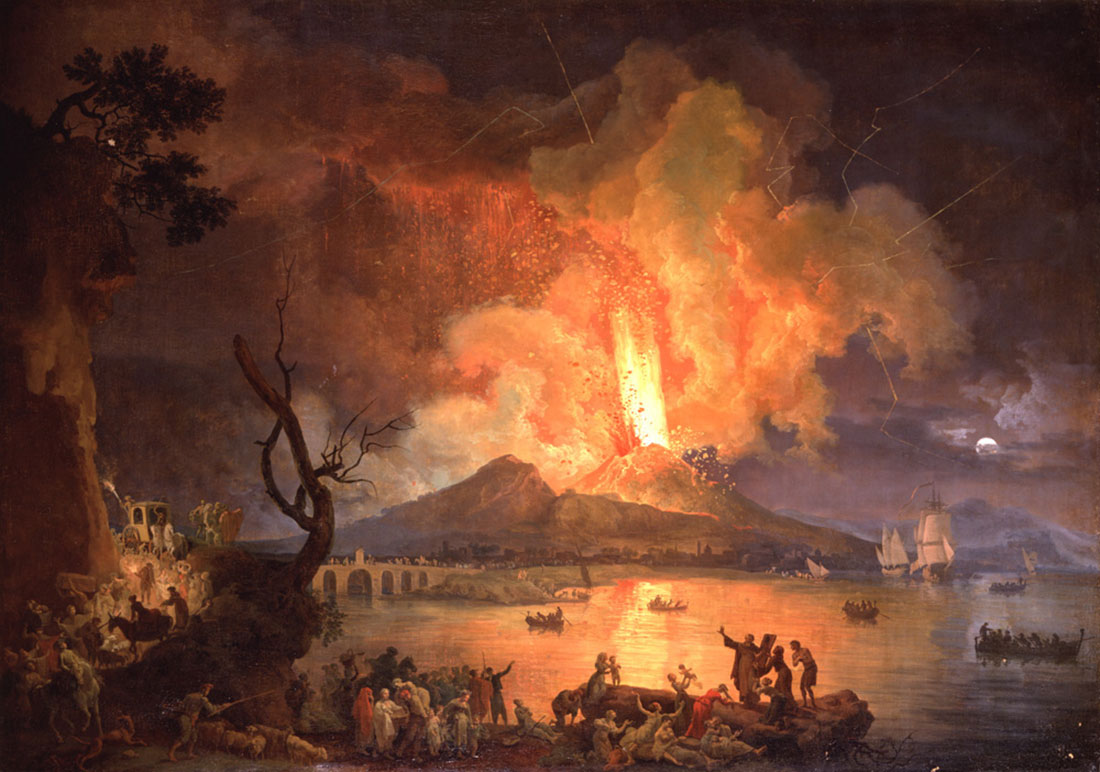
Éruption du Vésuve avec le ponte della Maddalena au loin, Pierre-Jacques Volaire.
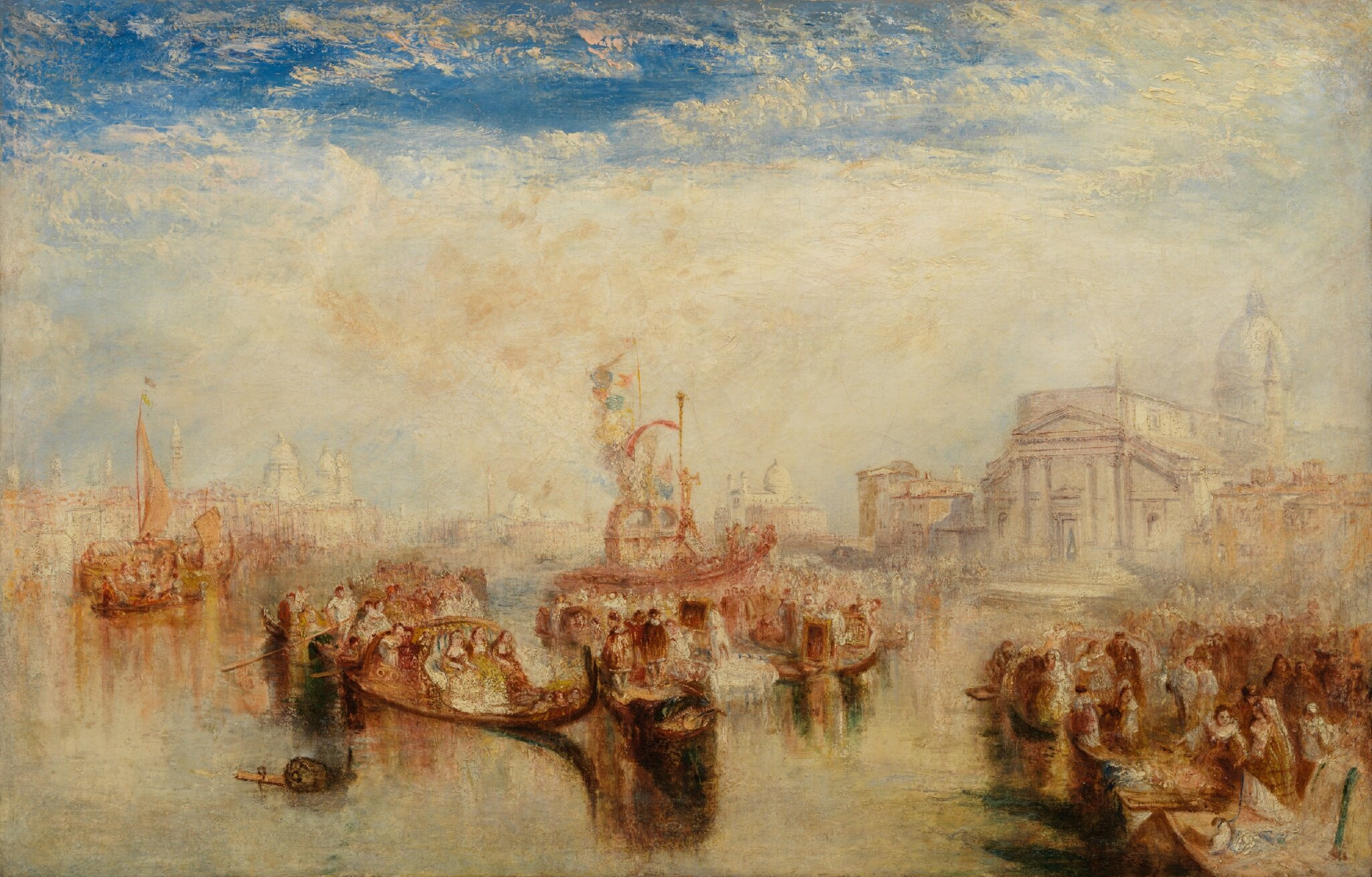
Dépôt des Trois Tableaux de John Bellini à La Chiesa Redentore, Venise, William Turner
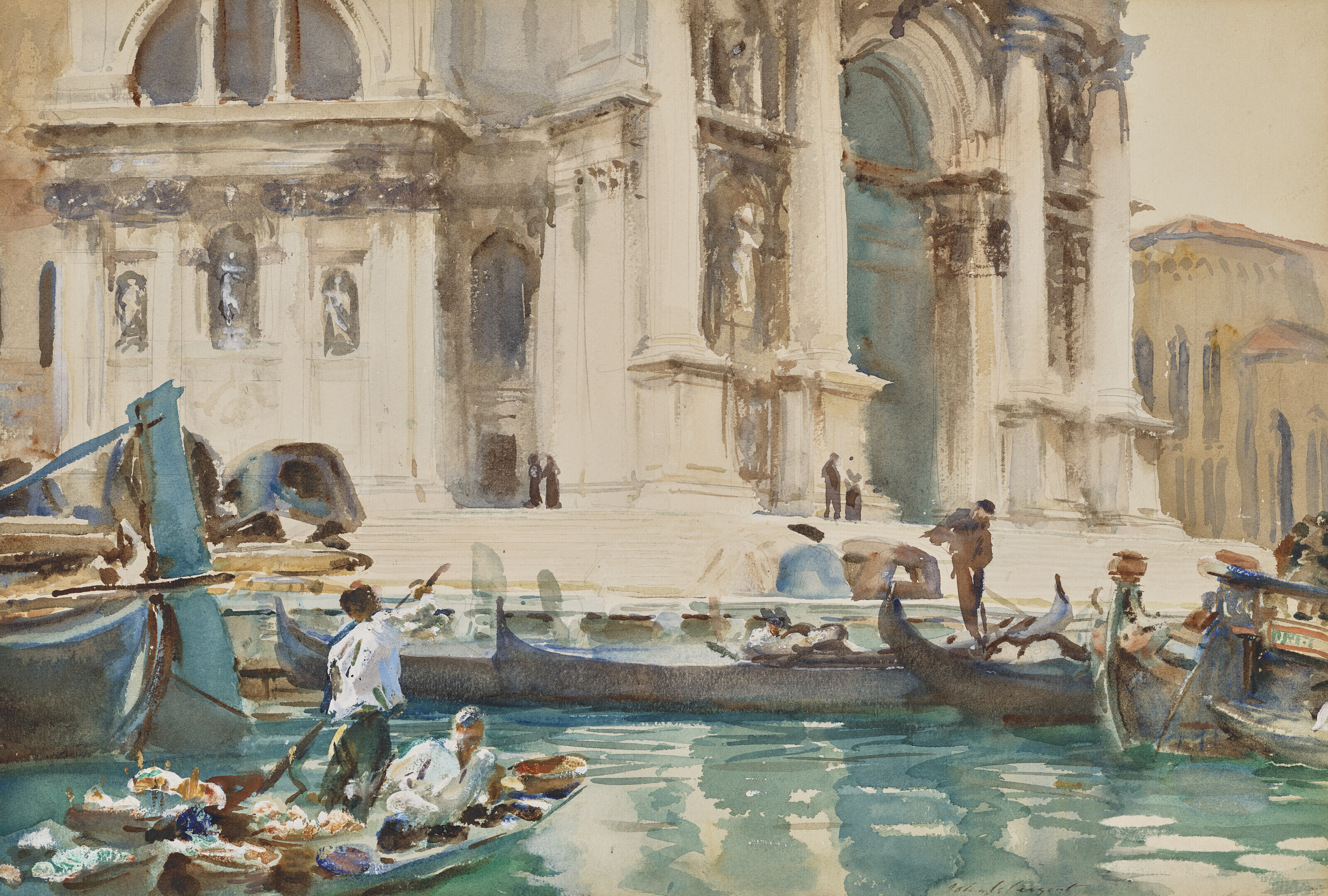
Façade de La Salute, Venise, John Singer Sargent
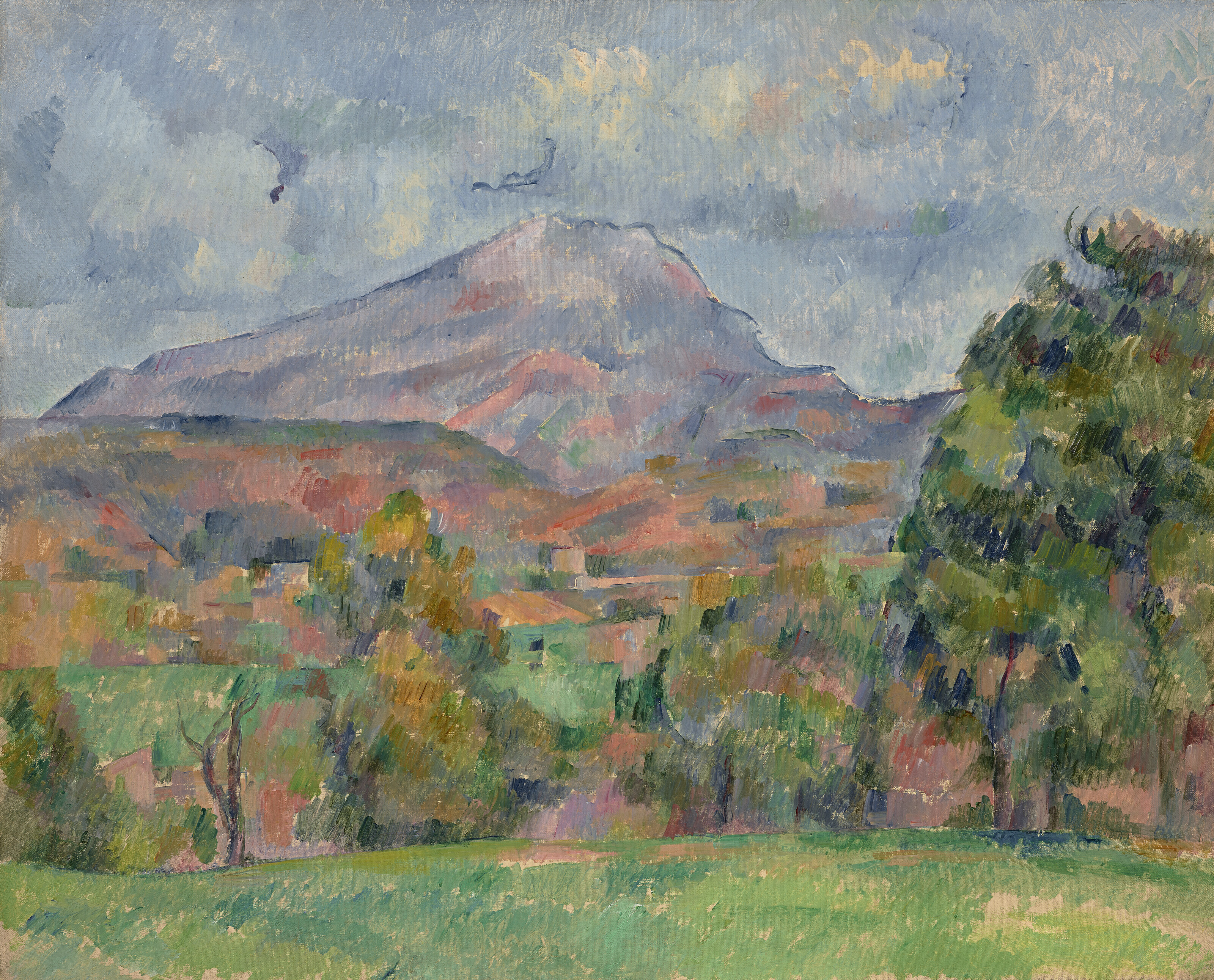
La Montagne Sainte-Victoire vue de Bellevue, Paul Cézanne
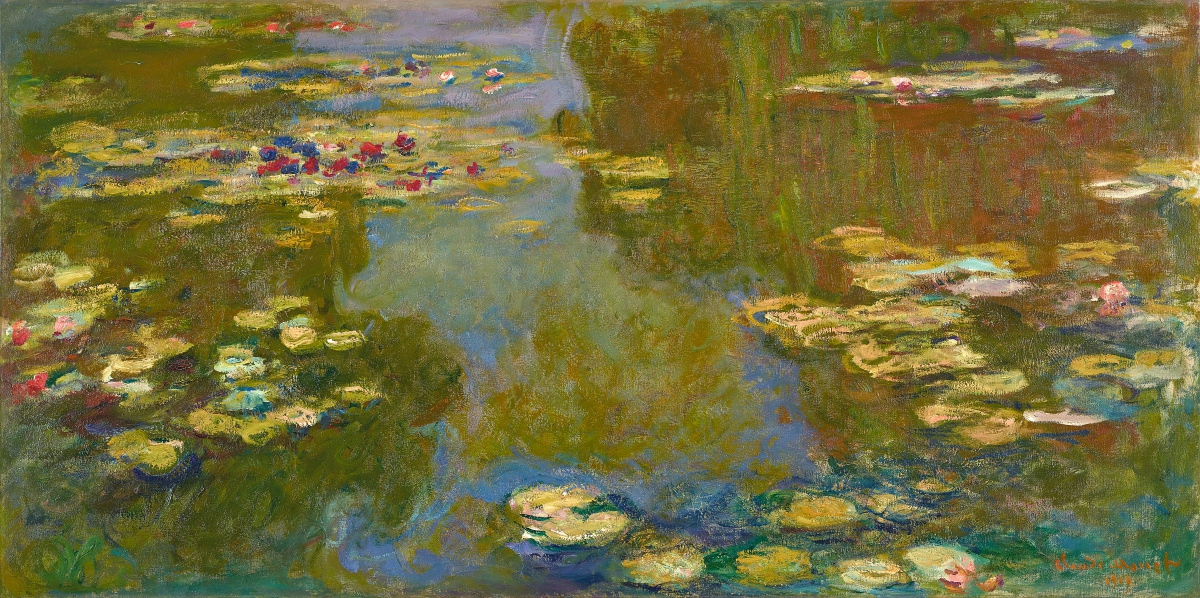
Le Bassin aux nymphéas, Claude Monet
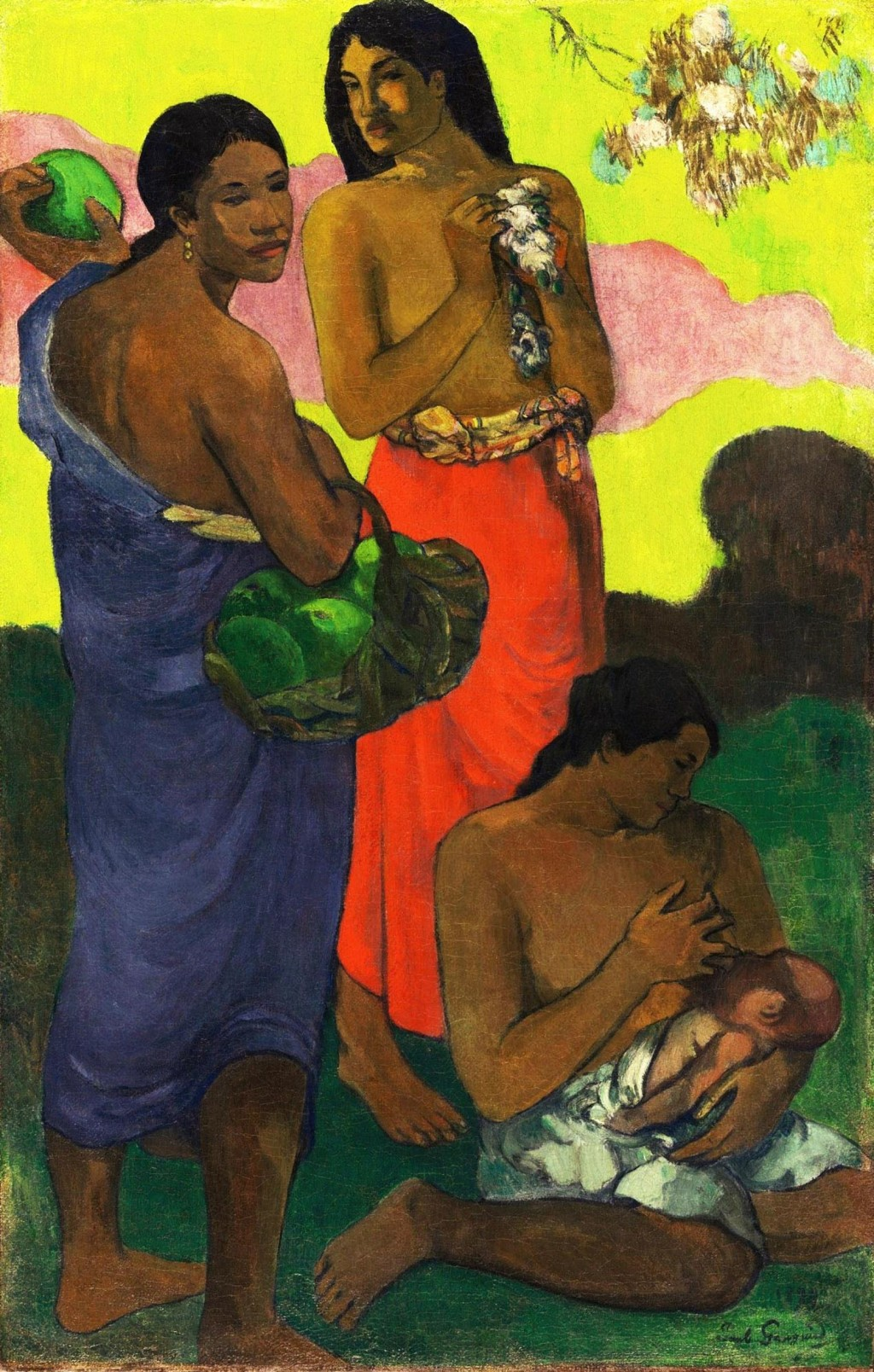
Maternité II, Paul Gauguin
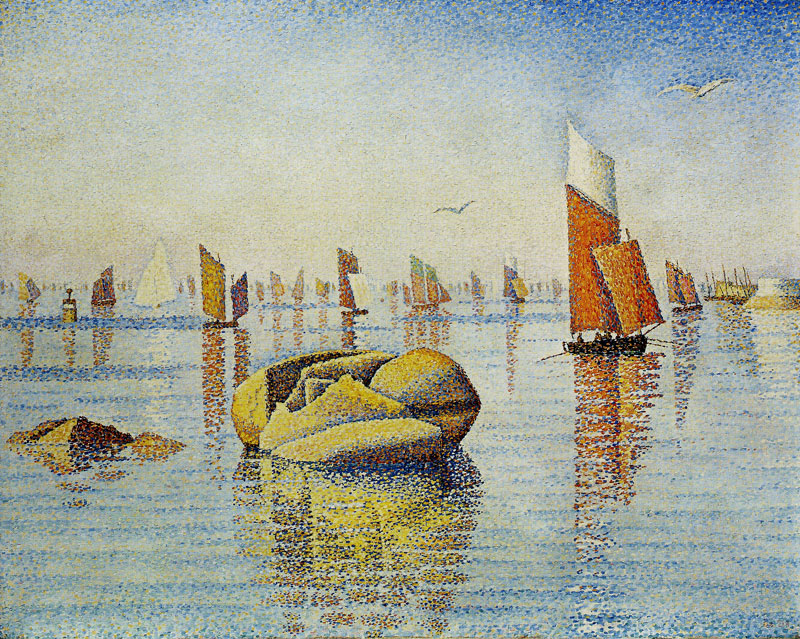
Concarneau, Calme du Matin, Paul Signac
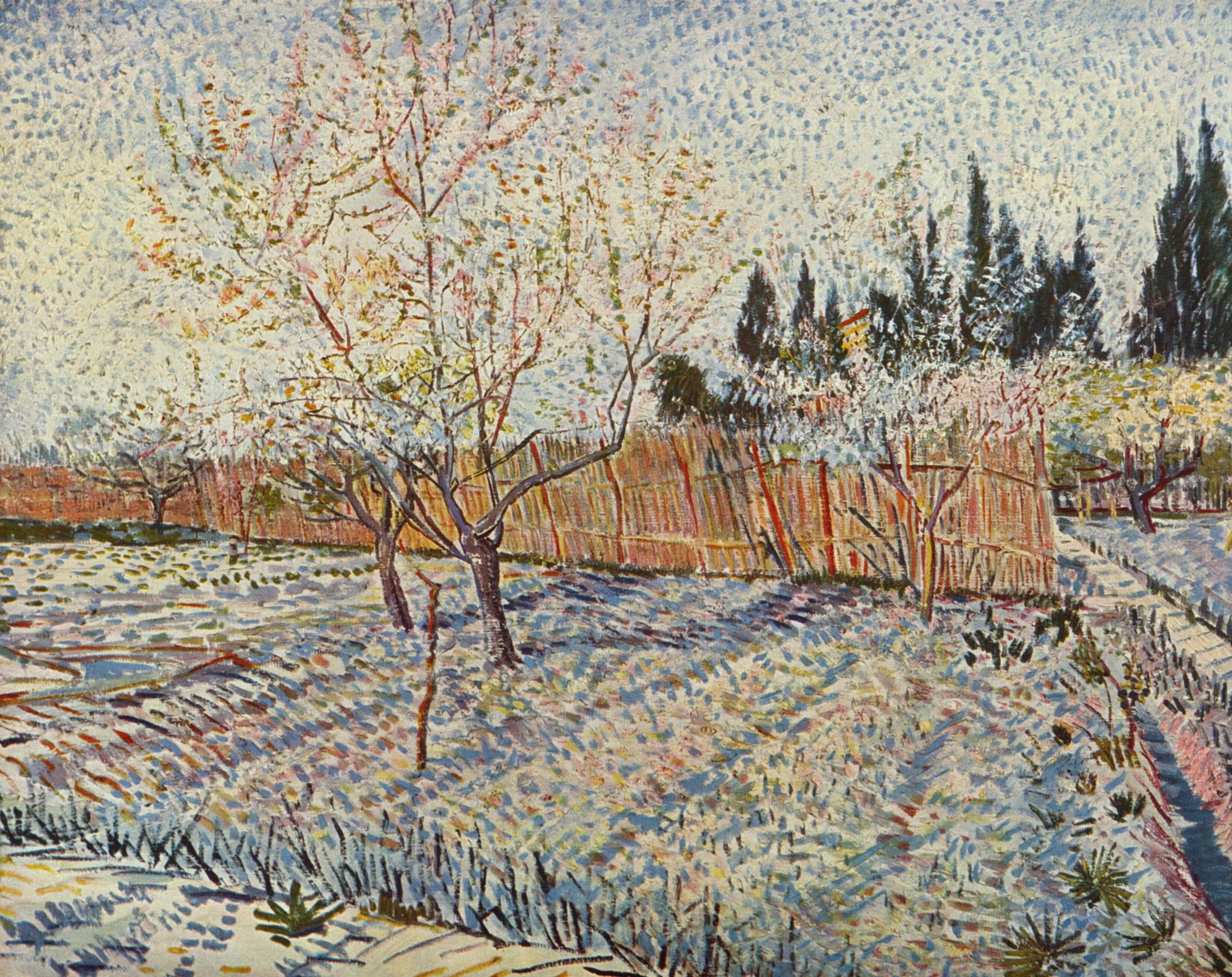
Verger avec cyprès (en), Vincent van Gogh
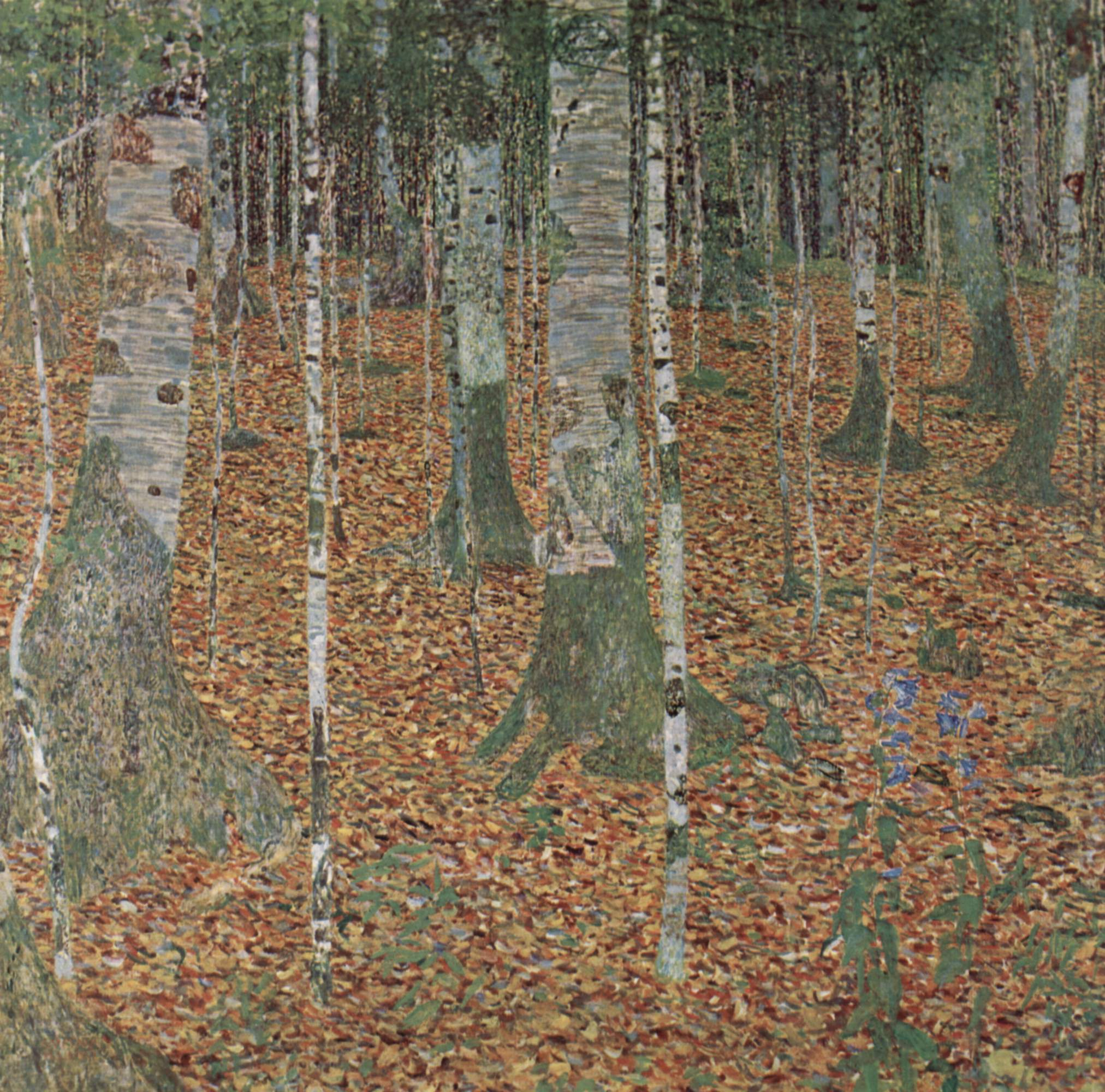
Forêt de bouleaux, Gustav Klimt
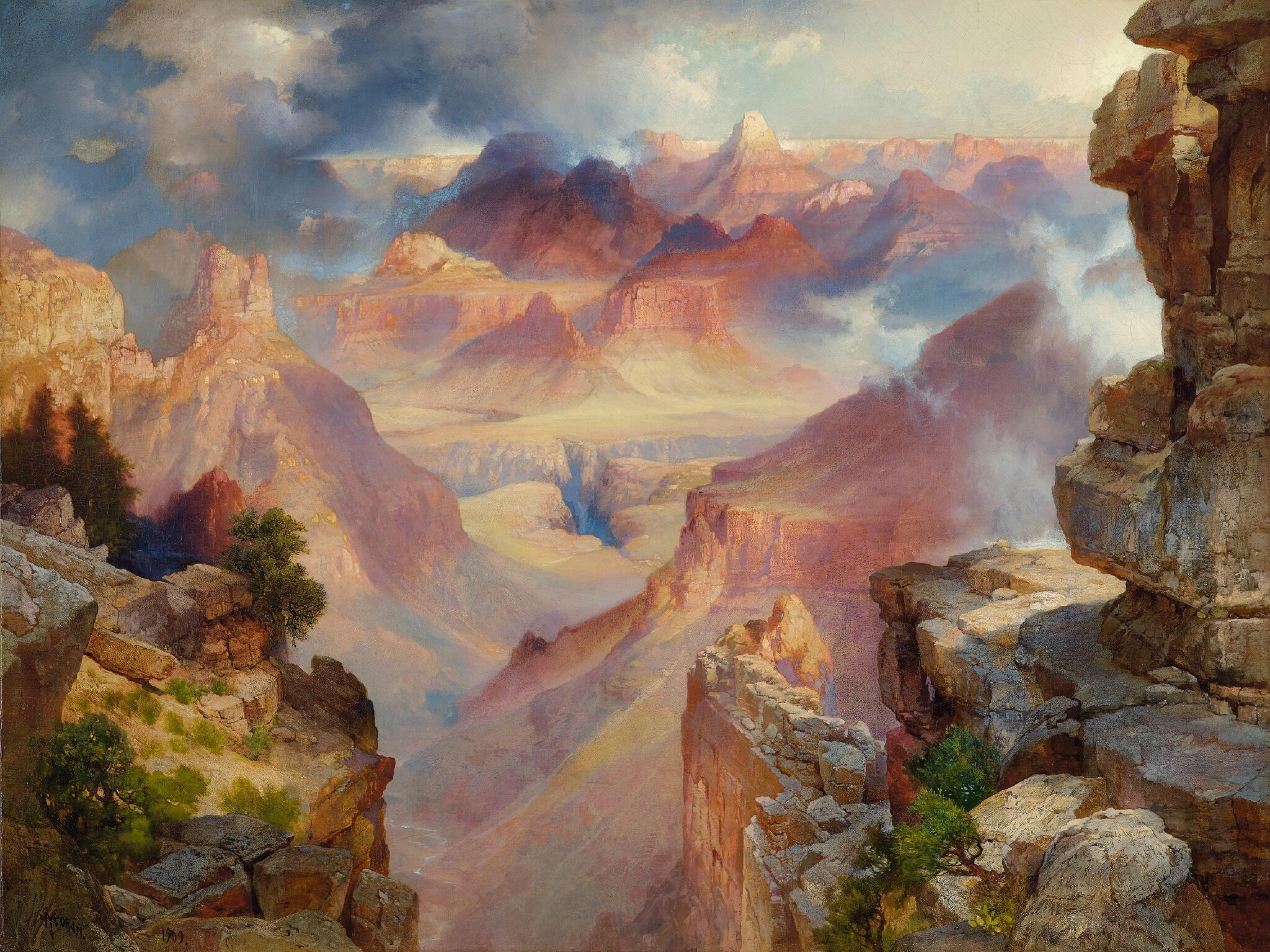
Grand Canyon de l'Arizona au coucher du soleil, Thomas Moran.
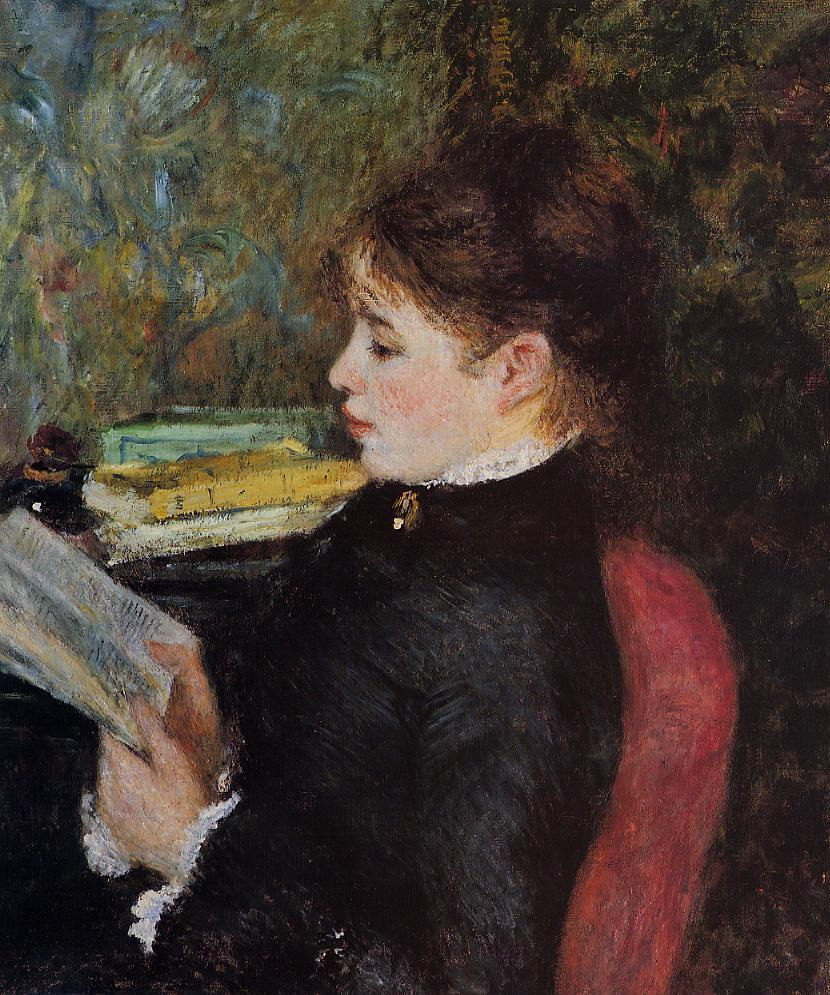
La Liseuse, Auguste Renoir

## Vente aux enchères
À la suite de la disparition de Paul Allen en 2018, sa sœur Jody Allen (en) a géré sa succession en tant que présidente de leur fondation Paul G. Allen Family Foundation, et organisé la vente de cette collection sous le nom de « Visionary : The Paul G. Allen Collection ». 155 chefs-d’œuvre de la collection sont alors vendus aux enchères pour plus de 1,6 milliard de $ en novembre 2022 par la salle de vente Christie's de François Pinault, au Rockefeller Center de Manhattan à New York (la collection de peinture personnelle la plus chère jamais enregistrée, et la plus grosse vente aux enchères de l'histoire du marché de l'art, avec en particulier cinq œuvres vendues à plus de 100 millions de dollars).